# Kozi Grzbiet (Karkonosze)
Kozi Grzbiet (niem. Ziegenrücken, 500–550 m n.p.m.) – grzbiet w Sudetach Zachodnich, w paśmie Karkonoszy.
Wąski granitowy zalesiony grzbiet w południowo-zachodniej części miasta Karpacz. Na grzbiecie skały o tej samej nazwie, które do 1945 były pomnikiem przyrody.